# Saul Weigopwa
Saul Weigopwa (ur. 14 czerwca 1984 w Song) – nigeryjski lekkoatleta, sprinter.

## Osiągnięcia
- brązowy medal igrzysk olimpijskich (sztafeta 4 × 400 metrów, Ateny 2004)
- srebro igrzysk afrykańskich (sztafeta 4 × 400 metrów, Algier 2007)
- wielokrotne mistrzostwo kraju

Poza udanym występem olimpijskim w Atenach, brał udział w igrzyskach w Pekinie, w ramach których odpadł w półfinale biegu na 400 m.

## Rekordy życiowe
- bieg na 200 metrów – 21,13 (2004)
- bieg na 300 metrów – 33,29 (2005)
- bieg na 400 metrów – 45,00 (2004)